# 해유령전첩지
해유령전첩지(蟹踰嶺戰捷地)는 대한민국 경기도 양주시 백석읍 연곡리에 있는, 선조 25년(1592) 임진왜란 때 왜군과의 육지 싸움에서 최초의 승리를 거둔 곳이다.. 1977년 10월 13일 경기도의 기념물 제39호로 지정되었다.

## 개요
해유령 전첩지는 선조 25년(1592) 임진왜란 때 왜군과의 육지 싸움에서 최초의 승리를 거둔 곳이다.
당시 신각·이양원·이흔 장군의 합동작전으로 지형적으로 유리한 해유령에서 왜병 70여 명의 목을 베는 승리를 거둬 조선 군대의 사기를 높이는데 크게 기여하였다. 그러나 도성 남쪽 한강 방어선에서 왜군을 막지 못한 김명원은 자신이 전투에서 이기지 못한 책임을 신각 장군에게 뒤집어 씌워 장군은 처형되었다.
1977년 국난극복의 전승을 기념하고 억울하게 죽은 신각 장군의 공을 기리기 위해 높이 10.6m의 비를 세웠다.

## 같이 보기
- 신각

## 참고 문헌
- 해유령전첩지 - 국가유산청 국가유산포털